# Villers-sur-Nied
Villers-sur-Nied är en kommun i departementet Moselle i regionen Grand Est (tidigare regionen Lorraine) i nordöstra Frankrike. Kommunen ligger i kantonen Delme som tillhör arrondissementet Château-Salins. År 2022 hade Villers-sur-Nied 81 invånare.

## Befolkningsutveckling
Antalet invånare i kommunen Villers-sur-Nied
| Referens: INSEE |